# Szentborbás
Szentborbás là một thị trấn thuộc hạt Somogy, Hungary. Thị trấn này có diện tích 7,47 km², dân số năm 2010 là 135 người, mật độ 18 người/km².